# أليكساندرو سيرجيو غروسو
أليكساندرو سيرجيو غروسو (بالرومانية: Alexandru Sergiu Grosu) هو لاعب كرة قدم مولدوفي في مركز الهجوم، ولد في 16 مايو 1986 في كيشيناو في مولدوفا. شارك مع منتخب مولدوفا لكرة القدم. أما مع النوادي، فقد لعب مع زمبرو تشيسيناو وسبيرانتا نيسبوريني ونادي تيراسبول.

## وصلات خارجية
- أليكساندرو سيرجيو غروسو على موقع الاتحاد الأوربي (الإنجليزية)
- أليكساندرو سيرجيو غروسو على موقع قاعدة بيانات كرة القدم.إي يو (الإنجليزية)
- أليكساندرو سيرجيو غروسو على موقع ناشيونال فوتبول تيمز (الإنجليزية)
- أليكساندرو سيرجيو غروسو على موقع Soccerway.com (الإنجليزية)
- أليكساندرو سيرجيو غروسو على موقع عالم كرة القدم.نت (الإنجليزية)